# Jacob Paul von Gundling
Jacob Paul von Gundling, född 19 augusti 1673 i Hersbruck, död 11 april 1731 i Potsdam, var en tysk friherre och historiker. Han var bror till Nikolaus Hieronymus Gundling.
Gundling blev 1705 professor vid Berlins Ritterakademie och sedermera historiograf. Han var en medlem av Fredrik Vilhelm I:s bekanta "tobakskollegium" och begravdes, till följd av sin böjelse för dryckenskap, i ett vinfat i Bornstedt vid Potsdam. Han är med tillbörlig satir behandlad som en av huvudpersonerna i Vilhelm Fredrik Palmblads novell "En grenadiers profpredikan".